# Öt Kikötő

Az Öt Kikötő szövetsége

A szövetség zászlaja

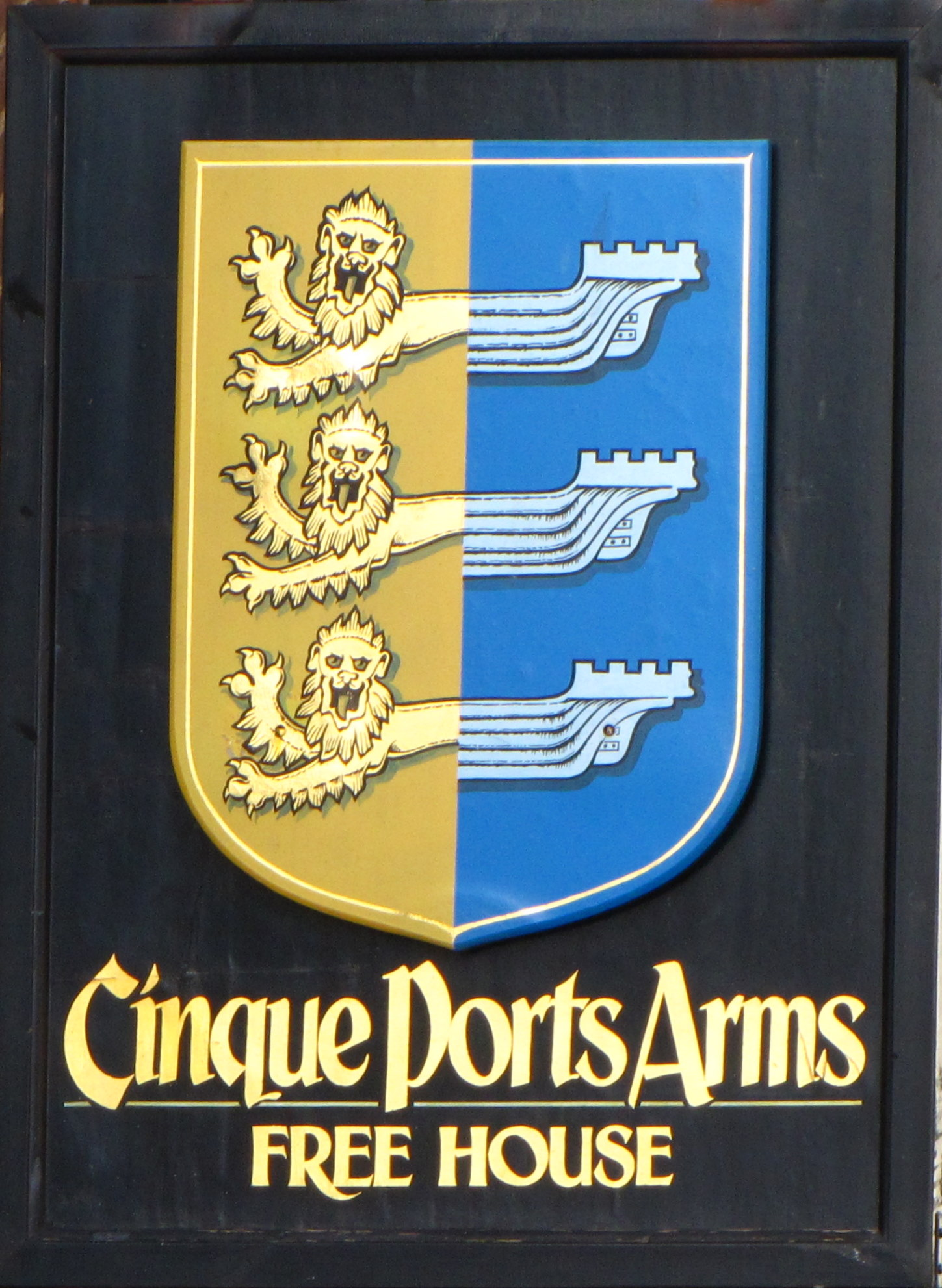
A szövetség címere

Az Öt Kikötő (Cinque Ports) a La Manche partján, jellemzően folyótorkolatokban fekvő dél-angliai (Kent és Sussex grófság) kikötők szövetségének neve. Ezeket a francia partokkal szemben fekvő királyi városokat már Hódító Vilmos a part védelmére jelölte ki. Az öt alapító város szövetségét még Vilmos partraszállása előtt, 1042-ben hozta létre Hitvalló Eduárd azért, hogy ezek a városok adjanak hajókat flottájába (Cambridge). Az öt eredeti tag:
- Hastings,
- Romney,
- Hythe,
- Dover és
- Sandwich;

ezekhez később
- Winchelsea és
- Rye

csatlakozott. A szövetséget Kent és Sussex grófságokból több mint 30 város támogatta — egyebek közt Deal, Ramsgate, Faversham, Folkestone, Margate és Tenterden. Társulásuk a Hanza-szövetséghez hasonlított, de az angol király fennhatósága alatt.
A partvédő szerep ellentételeként a városok számos szabadalmat kaptak a királytól:
- képviselőik vitték a baldachint a koronázó ünnepségen, a királyi ebéden pedig a király jobbján ültek;
- külön törvénykezésük volt egészen 1856-ig;
- külön kormányzójuk volt, a Doverben székelő és 3000 font sterling fizetést húzó Lord Warden of the Cinque Ports (aki egyúttal a doveri kastély kormányzója is volt).

A szövetség felügyelője a Dealben álló Walmer Castle-ban székelt.
Legnagyobb jelentőségüket a 13–14. században érték el, amikor ezek a kikötőkben volt az angol flotta bázisa. III. Henrik 1265-ben lehetővé tette, hogy városonként két bárót küldhessen a parlamentbe. Első kiváltságlevelüket utódja, I. Eduárd bocsátotta ki 1278-ban.
E kikötők idővel (már a 14. századtól) Dover kivételével eliszaposodtak, amivel jelentőségük csökkent, majd teljesen meg is szűnt, kiváltságaikat azonban csak 1835-ben törölték el. 1931-ben Romney-ben nagy fesztivált rendeztek az egykori kiváltságok megünneplésére.